# Chorbaji
Chorbaji (a volte traslitterato anche come tchorbadji, chorbadzhi, tschorbadji), in lingua turca "çorbacı", era un ufficiale dei giannizzeri ottomani a capo di una orda (un reggimento dagli effettivi variabili - originariamente 100 ma fino a 800 nel corso del XVII secolo), l'unità base del corpo.
In bulgaro significa "uomo ricco". Nelle aree a prevalenza cristiana, come le terre bulgare, i membri dell'élite del villaggio erano chiamati "chorbaji": ricchi mercanti, usurai, grandi proprietari terrieri. Le autorità ottomane locali li impiegavano in varie posizioni amministrative, ad esempio nel sistema fiscale (come esattori delle tasse e dei riscatti), come fornitori dello Stato e nel sistema giudiziario.
Il nome significa, letteralmente, "cuoco della zuppa".